# Zyklops

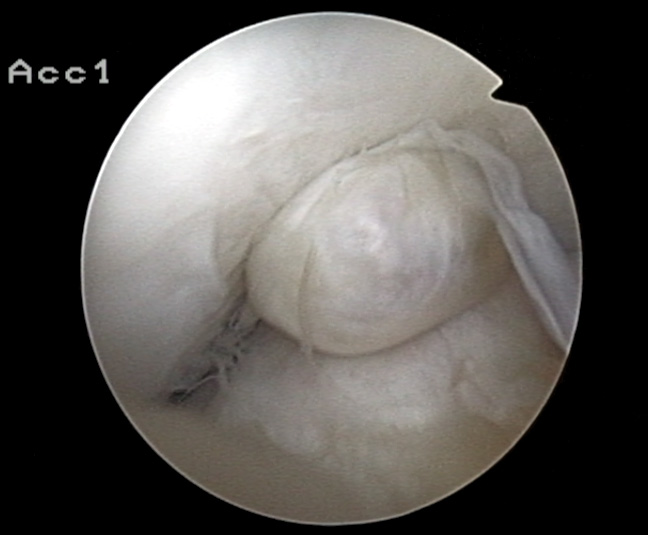
Arthroskopische Aufnahme eines Zyklops im Knie eines Patienten.

Der Zyklops (englisch cyclops lesion) ist eine meist nach einer Kreuzbandplastik des Kniegelenks auftretende Komplikation. 
Beim Zyklops handelt es sich um Narbengewebe im vorderen Gelenkraum, welches den Bandersatz einbezieht und mechanisch verhindern kann, dass die volle Streckung erreicht werden kann. Diese Veränderung tritt nach ca. 15 % der Operationen auf, führt aber nur bei 2 % der Patienten zu einer merkbaren Streckhemmung. Der Zyklops muss dann in solchen Fällen meist chirurgisch entfernt werden.
Die Bezeichnung wurde von den kalifornischen Orthopäden D. W. Jackson und R. K. Schaefer geprägt, die das arthroskopische Erscheinungsbild des Narbenknotens mit umgebenden Blutgefäßen an einen Kyklopen erinnert hatte.

## Weiterführende Literatur
- B. R. Runyan u. a.: Cyclops lesions that occur in the absence of prior anterior ligament reconstruction. In: Radiographics 27, 2007, S. e26. PMID 17712103
- S. J. Kim u. a.: Synovitic cyclops syndrome caused by a Kennedy ligament augmentation device. In: Arthroscopy 19, 2003, S. E38. PMID 12671613
- M. Veselko u. a.: Cyclops syndrome occurring after partial rupture of the anterior cruciate ligament not treated by surgical reconstruction. In: Arthroscopy 16, 2000, S. 328–331. PMID 10750015